# 奧地利-托斯卡納的瑪麗亞·路易莎
奧地利-托斯卡納的瑪麗亞·路易莎（德語：Maria Luisa von Österreich-Toskana，1798年8月30日—1857年6月15日），托斯卡納大公費迪南多三世的女兒，也是是奥地利大公夫人和波希米亚公主，利奧波多二世的妹妹。

## 生平
玛丽亚·路易莎·朱塞帕·克里斯蒂娜·罗莎大公夫人于1798年8月30日出生于佛罗伦萨。她是托斯卡纳大公费迪南德三世和他的妻子那不勒斯和西西里岛的路易莎所生的第二个孩子和第一个女儿。她的母亲是命运多舛的法国女王玛丽·安托瓦内特的侄女。她出生时是奥地利大公夫人，波希米亚和匈牙利公主。她在意大利和奥地利长大。
自出生以来，玛丽亚·路易莎（Maria Luisa）就残疾并患有畸形，这可能与她家族内部的基因近亲繁殖有关。她的父母是双表亲。因此，她被亲切地称为“小驼背”。
众所周知，玛丽亚·路易莎（Maria Luisa）和她的家人自1814年以来一直定期访问比萨。 She never married, or had children. 
She died on 15 June 1857,她从未结婚，也没有孩子。
瑪麗亞·路易莎終生未婚，1857年於佛羅倫斯去世，享年58歲。